# احمد شهاب
احمد شابداغلو، مشهور به احمد شهاب (زادهٔ ۱۲۹۸ در تهران – درگذشتهٔ ۱۹ خرداد ۱۳۸۶ در تهران)، نویسنده و فعال سیاسی اهل ایران بود. وی فعالیت سیاسی خود را با عضویت در جمعیت فدائیان اسلام آغاز کرد.
وی پس از دستگیری نواب صفوی، از برگزار کنندگان تحصن در زندان بود و به سبب این اقدام، بازداشت و شکنجه شد. 
شهاب، بار دیگر در سال ۱۳۴۲ خورشیدی، به جرم پخش اعلامیه، علیه حکومت پهلوی، توسط ساواک دستگیر شد و پس از آزادی، در تشکیل موتلفه اسلامی نقش داشت. وی، در ترور حسنعلی منصور، نخست وزیر وقت ایران، نقش داشت و در این جریان، به همراه مهدی عراقی، در ۲۸ بهمن ۱۳۴۳ خورشیدی، دستگیر و به ۱۰ سال حبس با اعمال شاقه محکوم شد.
احمد شهاب، در خرداد ۱۳۸۶ خورشیدی، در سن ۸۸ سالگی، پس از گذراندن یک دورهٔ طولانی بیماری درگذشت.
کتاب زندگی وی توسط مرکز اسناد انقلاب اسلامی منتشر شده‌است.